# Геміш Гардінг
Джордж Геміш Лівінгстон Гардінґ(24 червня 1964 , Гаммерсміт, Великий Лондон  — 18 червня 2023 , уламки «Титаніка» ) — британський бізнесмен, пілот, дослідник, авантюрист і космічний турист, який проживав в Об'єднаних Арабських Еміратах (ОАЕ). Він був засновником Action Group і головою Action Aviation, міжнародної авіаційної брокерської компанії зі штаб-квартирою в Дубаї, ОАЕ. Як мандрівник, він був членом Клубу дослідників, кілька разів відвідував Південний полюс, спускався в Маріанську западину, побив світовий рекорд Гіннеса з навколосвітньої подорожі та побував у космосі.
З 9 по 11 липня 2019 року Гардiнґ був директором місії та пілотом екіпажу під час польоту One More Orbit, який встановив світовий рекорд швидкості для найшвидшого обльоту Землі на літаку через обидва географічні полюси.
Загинув разом з чотирма іншими людьми всередині підводного апарата, який імплодував у північній частині Атлантичного океану, коли вони прямували до місця загибелі «Титаніка» 18 червня 2023 року.

## Раннє життя та освіта
Джордж Геміш Лівінгстон Гардінг народився в Гаммерсміті, Лондон, у 1964 р. Раннє дитинство він провів у Гонконзі, тодішній колонії Корони, і був натхненний приземленням Аполлона-11, коли дивився цю подію по телевізору разом з батьками у 1969 році. З 1975 по 1982рік навчався в Королівській школі, незалежній денній школі в місті Глостер на південному заході Англії, а потім у Пембрукському коледжі в Кембриджі.

## Біографія
У 2017 році співпрацював з антарктичною VIP-туристичною компанією White Desert, щоб запровадити перший регулярний рейс бізнес-джета до Антарктики, використовуючи Gulfstream G550, який приземлявся на льодову злітно-посадкову смугу Wolfs Fang Runway. Також кілька разів відвідував Південний полюс, супроводжуючи Базза Олдріна у 2016 році, коли Олдрін став найстарішою людиною, яка досягла Південного полюса (86 років).
9-11 липня 2019 року, з нагоди святкування 50-річчя висадки на Місяць Аполлона-11, Гардінг разом з Террі Віртсом очолив команду авіаторів, яка встановила світовий рекорд Гіннеса з навколосвітнього перельоту через Північний і Південний полюси на літаку Gulfstream G650ER за 46 годин 40 хвилин Місія «Ще одна орбіта» стартувала і приземлилася на посадковому майданчику Шаттлів (Космічна Флорида) в Космічному центрі НАСА ім. Кеннеді, США. Геміш був директором місії та очолював команду з понад 100 осіб.
5 березня 2021 року Гардінг і Віктор Весково занурилися в найглибшу точку Маріанського жолоба, Challenger Deep(Безодня Челленджера), на глибину 36 000 футів (11 000 м), на підводному човні для двох осіб, встановивши рекорди за найбільшою довжиною подоланого шляху і найбільшим часом, проведеним на повній глибині океану..
Геміш полетів у космос у складі суборбітальної місії Blue Origin NS-21, 4 червня 2022 року, під час п'ятого пілотованого космічного польоту ракети New Shepard.
У вересні 2022 року його авіаційна компанія Action Aviation надала спеціальний літак Boeing 747-400 для перевезення восьми диких гепардів з Намібії до Індії, щоб запустити проєкт індійського уряду та Фонду збереження гепардів у Намібії (CCF) з реінтродукції гепардів до Індії. Гепарди вимерли в Індії після здобуття незалежності у 1947 р.[29] Цей природоохоронний проєкт був названий «експедицією під прапором» Клубом дослідників, а члени клубу Хардінг і Лорі Маркер, засновниця CCF, несли прапор під час польоту до Індії.

## Експедиція «Титана» і смерть
Геміш був на борту «Титана» компанії OceanGate, Inc., коли це судно втратило зв'язок з надводним судном MV Polar Prince 18 червня 2023 р. Пошуково-рятувальні місії містили в собі водну та повітряну підтримку з боку США, Канади та Франції.
22 червня, за два дні до 59-го дня народження Гардінга, було виявлено поле уламків приблизно за 490 м від носової частини «Титаніка». Пізніше прес-конференція Берегової охорони США підтвердила, що уламки відповідали катастрофічній втраті корпусу, що призвело до імплозії та миттєвої загибелі всіх, хто перебував на борту.

## Нагороди та визнання
- У серпні 2022 року Гардінг був включений до «Живих легенд авіації»[28][29].

- Входив до опікунської ради Клубу дослідників і був головою його близькосхідного відділення[30][31][32].